# Ингебретсен, Эуген
Эуген Ингебретсен (норв. Eugen Ingebretsen; 30 декабря 1884, Кристиания — 11 января 1939, Осло) — норвежский гимнаст, призёр летних Олимпийских игр.
Сначала Ингебретсен вместе со своей командой победил на неофициальных Олимпийских играх 1906 года в Афинах, однако полученные на соревнованиях награды не признаются Международным олимпийским комитетом, так как Игры прошли без его согласия.
На Играх 1908 года в Лондоне Ингебретсен участвовал только в командном первенстве, в котором его сборная заняла второе место.
Через четыре года он выступал за норвежскую сборную на Олимпиаде 1912 года в Стокгольме. В соревновании по шведской системе его команда заняла третье место.